# Riccardo Dei Rossi
Riccardo Dei Rossi, né le 6 février 1969 à Trieste, est un rameur d'aviron italien. 

## Carrière
Riccardo Dei Rossi participe aux Jeux olympiques de 2000 à Sydney et remporte la médaille d'argent avec le quatre sans barreur italien composé de Valter Molea, Lorenzo Carboncini et Carlo Mornati.